# 傷寒明理論
《傷寒明理論》，共三卷，中國醫學著作，金朝成無己著，是《傷寒論》的註解之作。有部份抄本題為嚴器之作，經考證應該是傳抄造成的錯誤。
它以《傷寒論》為底本，依證症作為分類，整理傷寒論的條文與方劑，再加上自己的心得而寫作而成。其中多引《內經》為根據，會通《內經》與《傷寒論》，為後世註解《傷寒論》的先驅。